# Blaniulus lichtensteini
Espèce
Blaniulus lichtensteini est une espèce de myriapodes de la famille des Blaniulidae endémique du Sud de la France.

## Répartition
Blaniulus lichtensteini est endémique du Sud de la France et se rencontre dans plusieurs cavités naturelles du département de l'Hérault et de deux cavités du département du Gard (grotte du Salpêtre de Corconne et grotte de Bégué-Ponchon).

## Description
Contrairement à la très répandue Blaniulus guttulatus, elle vit en milieu souterrain et a une couleur de fond dépigmentée blanchâtre.

Dans sa description de 1921, Brolemann indique : 

« Face antérieure du prolongement peltogonopodial non élargie à la base par des épanouissements lamellaires, graduellement atténuée de la base à la pointe. Expansions latérales réfléchies peu développées ne formant pas d'angle inférieur. — (Cavernicole de l'Hérault.) »

## Systématique
Le nom valide complet (avec auteur) de ce taxon est Blaniulus lichtensteini Brolemann, 1921,.
L'espèce a été décrite à partir d'individus récoltés dans la grotte du Mas-de-Londres, sur la commune de Mas-de-Londres.

### Publication originale
- H. W. Brolemann, « Clef dichotomique des divisions et des espèces de la famille des Blaniulidae (Myriap.) », Archives de Zoologie Expérimentale et Générale, Paris, vol. 60, no 1,‎ 1921, p. 1-10 (ISSN 0003-9667, e-ISSN 2419-6347, lire en ligne, consulté le 7 mars 2025).